# Harold Edwin Hurst
Harold Edwin Hurst (1 de janeiro de 1880 - 7 de dezembro de 1978) foi um hidrologista britânico conhecido por ser o descobridor do "efeito Hurst".